# Mi Delirio World Tour
Mi Delirio World Tour je turneja meksičke pjevačice Anahí.
Prema Billboardu turneja je smještena na 7. mjestu najunosnije u 2010. godini.

## Popis pjesma

### (Mi Delirio World Tour)
1. popis pjesama
1. Intro
2. "Mi Delirio"
3. "Desesperadamente Sola"
4. "Algún Día"
5. "Tal Vez Después"
6. "Para Qué"
7. "Te Puedo Escuchar" Anahí u Zagrebu 2010. godine

1. Medley
  1. "Como Cada Día"
  2. "No Digas Nada"
2. "Él Me Mintió"
3. "Just Breathe" (samo od 3. do 7. studenog 2009.)
4. "Mala Suerte" (samo od 3. do 7. studenog 2009.))
5. "Superenamorándome"
6. "Sálvame"
7. "Hasta Que Llegues Tú" (dodano 6. prosinca 2009.)
8. "Claveles Impotados" (premješteno 31. siječnja 2010.)
9. Medley
  1. "Así Soy Yo"
  2. "Extraña Sensación"
  3. "Desapareció"
10. "Hasta Que Me Conociste"
11. "Probadita de Mí" (premješteno 31. siječnja 2010.)

2. popis pjesama
1. Intro
2. "Mi Delirio"
3. "Para Qué"
4. "Desesperadamente Sola"
5. "Algún Día"
6. "Tal Vez Después"
7. Medley
  1. "Como Cada Día"
  2. "No Digas Nada"
8. "Te Puedo Escuchar"
9. "Superenamorándome"
10. "Él Me Mintió"
11. "Sálvame"
12. "Claveles Importados" (dodano 25. ožujka 2010.)
13. "Hasta Que Llegues Tú" (premješteno 20. ožujka 2010.)
14. "Me Hipnotizas" (dodano 10. ožujka 2010.)
15. Medley
  1. "Así Soy Yo"
  2. "Extraña Sensación"
  3. "Desapareció"
16. "Probadita De Mí" (samo od 20. do 25. ožujka 2010.)
17. "Hasta Que Me Conociste"

### (Mi Delirio World Tour Reloaded)
1. Intro
2. "Para Qué"
3. "Él Me Mintió"
4. "Tal Vez Después"
5. "Desesperadamente Sola" (samo od 6. do 11. listopada 2010.)
6. "Quiero"
7. "Ni Una Palabra" (samo 9. listopada 2010.)
8. "Hasta Que Me Conociste" (samo 9. listopada 2010.)
9. Medley
  1. "No Te Quiero Olvidar"
  2. "Aleph"
  3. "Sálvame"
  4. "Hasta Que Llegues Tú"
10. "Te Puedo Escuchar"
11. "Superenamorándome"
12. "Claveles Importados"
13. "Alérgico"
14. "Probadita De Mí"
15. "Pobre Tu Alma" (dodano 11. prosinca 2011.)
16. "Mi Delirio"
17. "Me Hipnotizas"

### (Go Any Go)
1. Intro
2. "Pobre Tu Alma"
3. "Superenamorándome"
4. "Quiero"
5. "Feliz Cumpleaños"
6. Medley
  1. "No Te Quiero Olvidar"
  2. "Aleph"
  3. "Hasta Que Llegues Tú"
7. "Te Puedo Escuchar"
8. "Gira La Vida"
9. "Él Me Mintió"
10. "Alérgico"
11. "Entra En Mi Vida"
12. "Ni Una Palabra"
13. "Mi Delirio" (akustično)
14. "Para Qué"
15. "Sálvame"
16. "Libertad"
17. "Me Hipnotizas"
18. "Chorando Se Foi"

## Datumi
| Datum                   | Grad             | Zemlja    | Mjesto                                        | Opis |
| ----------------------- | ---------------- | --------- | --------------------------------------------- | --- |
| Mi Delirio World Tour   |                  |           |                                               | |
| Južna Amerika           |                  |           |                                               | |
| 3. studenog 2009.       | São Paulo        | Brazil    | HSBC Brasil                                   | Početak turneje. |
| 4. studenog 2009.       | São Paulo        | Brazil    | Carioca Club                                  | |
| 5. studenog 2009.       | Rio de Janeiro   | Brazil    | Vivo Rio                                      | |
| 6. studenog 2009.       | Rio de Janeiro   | Brazil    | Scala Rio                                     | |
| 7. studenog 2009.       | Fortaleza        | Brazil    | Siará Hall                                    | |
| 5. prosinca 2009.       | Buenos Aires     | Argentina | Luna Park                                     | |
| 6. prosinca 2009.       | Santiago         | Čile      | Teatro Oriente                                | |
| 31. siječnja 2010.      | Caracas          | Venezuela | Hipódromo La Rinconada                        | |
| 23. veljače 2010.       | Viña del Mar     | Čile      | Anfiteatro Quinta Vergara                     | Viña Del Mar |
| Europa                  |                  |           |                                               | |
| 10. ožujka 2010.        | Beograd          | Srbija    | Dom Sindikata                                 | |
| 12. ožujka 2010.        | Ljubljana        | Slovenija | Hala Tivolli                                  | |
| 13. ožujka 2010.        | Bukurešt         | Rumunjska | Sala Palatului                                | |
| Sjeverna Amerika        |                  |           |                                               | |
| 18. ožujka 2010.        | Toluca           | Meksiko   | Zocalo de Toluca                              | El Evento 40 |
| 20. ožujka 2010.        | Monterrey        | Meksiko   | Auditório Luiz Elizondo                       | |
| 21. ožujka 2010.        | Guadalajara      | Meksiko   | Teatro Galerías                               | |
| 25. ožujka 2010.        | Ciudad de México | Meksiko   | Teatro Metropolitan                           | Sudjelovanje: Amanda Minguel (El Me Mintió), Mario Sandoval (Hasta Que Me Conociste) i njezina nećakinja Ana Paula (Asi Soy Yo) . |
| 24. travnja 2010.       | Tuxtla           | Meksiko   | El Escenario                                  | Akustični Show |
| 27. svibnja 2010.       | Aguascalientes   | Meksiko   | Plaza de Toros                                | Concierto EXA 2010 |
| 9. lipnja 2010.         | Mexico City      | Meksiko   | Ritmoson Latino Estudios                      | Akustični show |
| 6. srpnja 2010.         | Guadalajara      | Meksiko   | La Marcha Discoteca                           | Akustični Show |
| 7. srpnja 2010.         | San Diego        | SAD       | House Of Blues                                | Show especial EXA |
| 4. rujna 2010.          | Mexico City      | Meksiko   | Teatro Six Flags                              | 2010 Kids Choice Awards Mexico |
| 9. rujna 2010.          | Puebla           | Meksiko   | RK Puebla                                     | |
| 15. rujna 2010.         | Los Angeles      | SAD       | Huntington Park                               | The Musical Cry of Independence                                                                                                   |
| 22. rujna de 2010.      | Puebla           | Meksiko   | Esplanada del Complejo Cultural Universitario | Concierto EXA 2010 |
| Kraj prve etape turneje |                  |           |                                               | |

| Datum                          | Grad           | Zemlja     | Mjesto                  | Tip / Observação      |  |
| ------------------------------ | -------------- | ---------- | ----------------------- | --------------------- |  |
| Mi Delirio World Tour Reloaded |                |            |                         |                       |  |
| Južna Amerika                  |                |            |                         |                       |  |
| 6. listopada 2010.             | Fortaleza      | Brazil     | Siará Hall              | Akustični Show        |  |
| 7. listopada 2010.             | Brasília       | Brazil     | Hype Lounge             | Akustični Show        |  |
| 9. listopada 2010.             | Rio de Janeiro | Brazil     | Vivo Rio                | Početak turneje       |  |
| 10. listopada 2010.            | São Paulo      | Brazil     | HSBC Brasil             | Snimanje DVD-a        |  |
| 11. listopada 2010.            | Porto Alegre   | Brazil     | Opinião                 | Akustični Show        |  |
| 18. listopada 2010.            | Mexico City    | Meksiko    | Voila Antara            | Cantémosle a Veracruz |  |
| 20. listopada 2010.            | Tijuana        | Meksiko    | Tiffany's               | La Tocada Pulsar FM   |  |
| 6. studenog 2010.              | Tabasco        | Meksiko    | La Condesa              |                       |  |
| 1. prosinca 2010.              | Buenos Aires   | Argentina  | Luna Park               |                       |  |
| 4. prosinca 2010.              | Guayaquil      | Ekvador    | Teatro Centro de Arte   | Teletón 2010          |  |
| Europa                         |                |            |                         |                       |  |
| 11. prosinca 2010.             | Madrid         | Španjolska | Palacio Municipal       | Sudjelovanje: Penya   |  |
| 17. prosinca 2010.             | Bukarešt       | Rumunjska  | Arenele Romane INDOOR   | Sudjelovanje: Penya   |  |
| 19. prosinca 2010.             | Zagreb         | Hrvatska   | Aquarius Club           | Sudjelovanje: Penya   |  |
| 20. prosinca 2010.             | Beograd        | Srbija     | Beogradska arena        | Sudjelovanje: Penya   |  |
| Latinska Amerika               |                |            |                         |                       |  |
| 22. siječnja 2011.             | San Cristóbal  | Venecuela  | Plaza de Toros          |                       |  |
| 29. siječnja 2011.             | Mexico City    | Meksiko    | Palacio de los Deportes | Evento Oye 98.7       |  |
| 9. veljače 2011.               | Mexico City    | Meksiko    | Amapola Cabaret         | Akustični Show        |  |
| 2. ožujka 2011.                | Veracruz       | Meksiko    | Auditorio Benito Juarez |                       |  |
| Kraj druge etape turneje.      |                |            |                         |                       |  |

| Datum             | Grad           | Zemlja  | Mjesto                | Opis                                                  |
| ----------------- | -------------- | ------- | --------------------- | ----------------------------------------------------- |
| Go Any Go         |                |         |                       |                                                       |
| Amerika           |                |         |                       |                                                       |
| 7. ožujka 2011.   | Ambato         | Ekvador | N-Vidia Club          |                                                       |
| 26. ožujka 2011.  | São Paulo      | Brazil  | Via Funchal           | Sudjelovanje: Christian Chávez, Noel Schajris i Penya |
| 27. ožujka 2011.  | Rio de Janeiro | Brazil  | Vivo Rio              | Sudjelovanje: Christian Chávez, Noel Schajris i Penya |
| 24. travnja 2011. | Querétaro      | Meksiko | Festival de Querétaro |                                                       |
| 30. travnja 2011. | Monterrey      | Meksiko | Element Live Bar      | Concierto EXA 2011                                    |
| 23. svibnja 2011. | Monterrey      | Meksiko | Roomies Club          | Akustični Show                                        |